# یوان لوپسکو
یوان لوپسکو (رومانیایی: Ioan Lupescu؛ زادهٔ ۹ دسامبر ۱۹۶۸) بازیکن سابق و مربی فوتبال اهل رومانی است.
از باشگاه‌هایی که در آن بازی کرده‌است می‌توان به باشگاه فوتبال بورسااسپور، باشگاه فوتبال دینامو بخارست، باشگاه فوتبال الهلال، باشگاه فوتبال بایر ۰۴ لورکوزن، و باشگاه فوتبال بروسیا مونشن‌گلادباخ اشاره کرد.
وی همچنین در تیم ملی فوتبال رومانی بازی کرده‌است.